# Saint-Fraigne
Saint-Fraigne är en kommun i departementet Charente i regionen Nouvelle-Aquitaine i västra Frankrike. Kommunen ligger  i kantonen Aigre som ligger i arrondissementet Confolens. År 2022 hade Saint-Fraigne 429 invånare.

## Befolkningsutveckling
Antalet invånare i kommunen Saint-Fraigne
Referens:INSEE